# レルグ
レルグ（Relg）は、デイヴィッド・エディングスのファンタジー小説『ベルガリアード物語』および『マロリオン物語』に登場する架空の人物。

## 人物概略
ウルゴランドの首都プロルグに住むウルゴ人。《ダリネの書》、《ムリンの書》に代表される『光の予言』では【盲目の男】と呼ばれ、『ベルガリアード物語』にて探索の旅の仲間となる。特徴としては、
- 神々の父ウル（UL）の教えにとことん従う狂信者（『魔術師ベルガラス』によると、彼の祖父も狂信者であった）。
- 地下に住んでいるため、目が光に弱い。かすかな日光でも目がくらむため、外に出るときは布で目を覆う。
- 肉体を岩と同化させる特異体質の持ち主。特技は壁抜け。
- 武器は刀身が鉤のかたちをした、ウルゴランド製の短剣。

である。妻はタイバ（Taiba）、息子はゴリム（Gorim）、娘が2人いる。子供たちは年が経つに連れて増えており、正式な家族構成は不明である。

## 人間性
【盲目の男】の意味するとおり、肉体的にも精神的にも盲目になりやすい（＝周囲のことが見えづらくなりやすい）。たいへん頑固な性格で、自分が「こうだ」と解釈したら、梃子でも変えないところがある。彼の考えを改めることができるとしたら、それは神ウルの言葉でしかないであろう。
肉体的接触を極度に拒むきらいがあり、女を抱くことはもちろん、握手はおろか、指一本ふれられただけでも拒絶する。この性分がガリオン以外の仲間を彼から遠ざけることになる。
彼にとって『人生』とは贖罪である。ゆえに万物の存在や思想をすべて『罪』だと考える、ペシミストな一面を物語の随所で見せる。この世のすべてが『罪』だからこそ、どこにいても彼は祈りを捧げることをやめない。
しかし、【絶えた種族の母】タイバの存在が彼を変えていく。そして、彼は『ベルガリアード物語』シリーズで最も性格が変わった人物のひとりになる。

## 『ベルガリアード物語』での活躍
ウルのお告げを聞いた彼は最初、自分が『次期ゴリム（＝ウルゴランドの統治者）を導く者』だと勘違いし、プロルグの民に説教していた。現在のゴリムにはもちろん、『聖なるベルガラス』とうたわれる魔術師ベルガラス（Belgarath）にすら傲慢な態度をとる。しかし、突然現れたウルに、その傲慢な態度から破門され、
「ベルガラスの探索の旅を助け、彼が使命をまっとうできたその時に破門を解く」
ことを条件に、ガリオン一行の仲間になる。これ以降、ベルガラスには傲慢な態度をとらなくなる。
プロルグの洞窟を通る一行を先導し、アルガリアに導く。シルクが道中、クトル・マーゴスの王タウル・ウルガス（Taul　Urgas）に囚われたとき、十八番の壁抜けでシルクが閉じ込められている地下牢から彼を救出した（しかし、シルクはこの一件が原因で持病の閉所恐怖症が悪化。彼が壁抜けの技を使うときは背を向けるようになる）。
そして、《アンガラクの竜神》トラク（Torak）の弟子のひとり・クトゥーチク（Ctuchik）の居城ラク・クトルで、彼は運命的な出逢いを果たす。『永遠の奴隷』となったマラゴー人の生き残り・タイバが、ラク・クトルの牢獄に閉じ込められていたのだ。火山の噴火でクトゥーチクの居城が崩壊する中、他者との肉体的接触を拒む彼は、瓦礫に閉じ込められた彼女の救出をあきらめようとするが、ベルガラスの命令で彼女を助け出した。それ以降、旅の道中で宗教や思想の問題でタイバと口論することが多くなるが、なぜか互いに離れられなくなってしまう。
彼は仲間とともにリヴァに向かう。そして、ラク・クトルで奪還した《アルダーの珠》が《リヴァ王の剣》の柄頭に戻され、ガリオンが真のリヴァ王ベルガリオン（Belgarion）となった瞬間を見届ける。
やがて、ガリオンがベルガラスやシルクをともなってトラクの眠るクトル・ミシュラクへ旅立つと、ガリオンの許婚である【世界の女王】セ・ネドラ（Ce'Nedra）が立ち上がる。将来の夫のために、アンガラク人を撹乱しようというのだ。やがてそれは、アローン諸国をはじめとする西方諸国とアンガラク国家との戦争に発展する。
彼は残された仲間とともにこの戦争に参戦し、アンガラク国家のひとつミシュラク・アク・タールのタール・マードゥで起きた戦いで、ウルゴ人を率いて陣頭に立ち、壁抜けと鉤形の刀身の短剣を駆使して敵を次々と片付ける。
トラクを倒したガリオンたちがクトル・ミシュラクから帰還してからしばらくして、破門を解かれた彼は、プロルグでタイバと結婚式を挙げる。ガリオンをはじめとする仲間たちと、マラゴー人の神マラ（Mara）の笑顔に祝福されながら。

## 『マロリオン物語』での活躍
トラクの死から数年後。彼はすっかり丸くなっていた。ゴリム（このときには『老ゴリム（Old Gorim）』と呼ばれていた）からのメッセージをベルガラスに届けるため、《アルダー谷》を訪れた彼は、かつて、トラクの弟子・ゼダー（Zedar）の命令で《アルダーの珠》を盗んだ少年エランド（Errand）に、タイバが息子を出産したことを報告する。息子は老ゴリムとウルに認められた、次期ゴリムだったのだ。
ベルガラスとエランドを連れてプロルグに戻ると、使命を終えた彼はさっそく妻子のもとへ戻る。その姿を見ていた老ゴリムとベルガラスは彼の変わりように感嘆するのだった。
その後、妻子とともにプロルグから、マラの保護下にあるマラゴーの遺跡へ移住する。次期ゴリムが生まれたいま、彼はクトル・ミシュラクで一度絶命した仲間の鍛冶屋ダーニク（Durnik）の復活のため条件を果たさなければならなくなったのだ。タイバと結婚したことで、彼はマラの民として、夫婦でマラゴー人の種を復興させることが新たな使命となっていたのだ（そのため、生まれてくる子供は双子だったり三つ子だったりする）。
やがて、ガリオンとセ・ネドラの息子にしてリヴァの皇太子ゲラン（Geran）が《闇の子》ザンドラマス（Zandramas）に誘拐され、ガリオン夫妻が新たな仲間とともに探索の旅に出ると、妻子をマラゴーに残し、「ガリオンたちに合流しないよう」かつての仲間とともにガリオン一行の足取りを追うべくマロリーへ旅立つ。
【恐ろしい熊】バラク（Barak）とその息子ウンラク（Unrak）、【馬の首長】ヘター（Hettar）、【弓師】レルドリン（Lelldorin）、【護衛の騎士】マンドラレン（Mandorallen）……アローン諸国の王たちがこぞって『ならず者』呼ばわりする仲間とともに航海に出たこの『集団失踪事件』が、アローン諸国の王たちの頭痛の種になったことは言うまでもない。
『もはや存在しない場所』で《光と闇の最終対決》を終えたガリオン一行を出迎えたとき、彼が最初にとった行動は、新しいアンガラクの神になった「エランド」ことエリオンド（Eriond）に畏怖の念をこめてひざまずくことだった。
しばらくしてダラシア保護領のペリヴォー島に到着すると、首都ダル・ペリヴォーで統治者のオルドリン（Oldorin）が見守る中、彼はウルゴランドとマラゴーの代表として、『ダル・ペリヴォーの講和』に署名する。